# Coussapoa latifolia
Espèce
Classification APG III (2009)
Synonymes
- Coussapoa froesii Standl.
- Coussapoa latifolia var. obovata (Miq.) Miq.
- Coussapoa obovata Miq.[2]

Coussapoa latifolia est une espèce de plantes à fleurs de la famille des Urticaceae (anciennement des Cecropiaceae).
Coussapoa latifolia Aubl. est l'espèce type du genre Coussapoa Aubl..
C'est un arbre hémiépiphyte primaire. En Guyane, on appelait cet arbre coussapoui chez les Galibis.

## Histoire naturelle
En 1775, le botaniste Aublet rapporte ceci : 

« COUSSAPOA latifolia. (Tabula 362)
Arbor ſexaginta-pedalis & ampliùs, ad cacumen trunci ramoſa; Ramuli cylindracci, tubuloſi, fragiles. Folia ovata, obtuſa, glabra, ſubtùs rufeſcentia, ſuipernè viridia, integerrima, petiolata. Stipula monophylla, amplexicaulis, oppoſitifolia, oblonga, conica, latere interno dehiſcens, gemmam includens. Flores corymboſi, axillares. Fructus luteſcentes conſtant è pluribus feminibus pulpa involutis, & in capitulum rotundum collectis.
Folia lacerata, cortex trunci aut ramorum vulneratus, ſuccum luteſcentem efſundunt.
Fructum ferebat Novembri.
Habitat in ſylvis propè fluvium Sinemari. »

« LE COUSSAPIER à large feuille. (PLANCHE 362.)
Le tronc de cet arbre s'élève à ſoixante dix pieds, ſur trois pieds de diamètre. Son écorce eſt griſâtre & gerſée. Son bois eſt rouſſâtre & peu compacte. Il pouſſe à ſon ſommet pluſieurs branches droites, écartées, un peu inclinées ; elles ſont chargées de rameaux garnis & feuilles alternes, liſſes, entières, ovales, fermés, vertes en deſſus, & rouſſâtres en deſſous. Les nervures ſont fort ſaillantes. Les plus grandes feuilles ont cinq pouces de longueur, ſur trois pouces de largeur. Leur pédicule eſt long d'un pouce, convexe en deſſous, applati en deſſus. Elles ont a leur naiſſance une stipule longue qui entoure la tige, & enveloppe le bourgeon. Cette ſtipule, qui eſt en forme de ſpathe, tombe de bonne heure. Elle s'ouvre du côte oppoſé a la feuille, & laiſſe ſon impreſſion marquée tout autour du rameau. On voit à toutes les extrémités des rameaux cette ſtipule qui contient le bourgeon. 
Les fleurs naiſſent à l'aiſſelle des feuilles, ſur un ou deux petits bouquets. Elles ſont ramaſſées enſemble en forme de petite tête ſphérique. Je n'ai pas vu les fleurs. Je n'ai pu obſerver que les fruits. Ce ſont des têtes ſphériques compoſées d'une membrane ſucculente. Toutes ces ſemences ſont attachées ſur un placenta ſphérique. 
Cet arbre eſt nommé COUSSAPOUI par les Galibis. 
Il croît dans les grandes forêts de la Guiane qui s'étendent ſur le bord de la rivière de Sinémari, à cinquante lieues de ſon embouchure. 
II étoit en fruit dans le mois de Novembre. 
L'écorce & les pédicules des feuilles entamées ou coupées, laiſſent couler une liqueur jaunâtre. »